# Hieracium haegerstroemii
Hieracium haegerstroemii es una especie de planta con flor del género Hieracium, de la familia Asteraceae, orden Asterales.

## Distribución
La Hieracium haegerstroemii se distribuye por Suecia.

## Taxonomía
Fue descrita científicamente por Dahlst. ex Samuelsson.
Tratamiento taxonómico
La especie aparece registrada y publicada en Ark. Bot.